# 徐嵩
徐嵩（1483年—？），字中望，號小石，直隸揚州府泰州人，明朝政治人物。

## 生平
應天府鄉試第十六名舉人。正德十六年（1521年）中式辛巳科會試第二百四十七名，登第二甲第二十五名進士。授戶部主事。嘉靖三年（1524年），參與左順門哭諫，受杖。歷官直隸河間府知府，十五年十一月升湖广按察司副使，陞山西布政使司參政。官至山西右布政使，二十年正月进左布政，六月升都察院右副都御史、整飭薊州等處邊備兼巡撫順天府等處，二十一年正月被黜为民。

## 家族
曾祖徐演；祖父徐逵，贈給事中；父徐蕃，曾任順天府府尹。母張氏（封孺人）。具庆下。弟徐岱。